# Ермаковский район (Ярославская область)
Ермаковский район — административно-территориальная единица в составе Ивановской Промышленной и Ярославской областей РСФСР, существовавшая в 1929—1941 годах. Административный центр — село Ермаково, позднее — село Гаютино.
Ермаковский район был образован 10 июня 1929 года в составе Рыбинского округа Ивановской Промышленной области. В его состав вошли сельсоветы Баркинский, Борок-Лутошкинский, Воскресенско-Маткомский, Давшинский, Ермаковский, Мусорский, Никиткинский, Пельневский, Поленовский, Ройский, Спасо-Сарский, Телепшинский, Хмелевский и Шалимовский. 23 июля 1930 года Рыбинский округ был упразднён и район перешёл в прямое подчинение Ивановской Промышленной области. 10 ноября 1930 года центр района был перенесён из села Ермаково в село Гаютино.
1 ноября 1932 года из Мологского района в Ермаковский были переданы Бобровский, Копорьевский и Раменский с/с.
11 марта 1936 года Ермаковский район вошёл в состав новообразованной Ярославской области.
По состоянию на 1940 год район включал 18 сельсоветов: Бобровский, Борок-Лутошкинский, Варкинский, Верховский, Давшинский, Ермаковский, Копорьевский, Маткомский, Мусорский, Никитинский, Пельневский, Поленовский, Раменский, Ройский, Спас-Сарский, Телепшинский, Хмелевский и Ягорбский.
8 марта 1941 года в связи со строительством Рыбинского водохранилища и затоплением части территории Ермаковского района (Борок-Лутошкинский, Давшинский, Копорьевский, Пельневский, Поленовский, Ройский и Ягорбский с/с) он был упразднён. Северная часть незатопленной территории района (Верховский, Мусорский, Спас-Сарский, Телепшинский и Хмелевский сельсоветы) отошла к Мяксинскому району Вологодской области, а южная (Баркинский, Ермаковский, Никиткинский, Маткомский с/с, включая административный центр Гаютино) — к Пошехоно-Володарскому району Ярославской области.